# Bhanukuli, Sagar
Bhanukuli là một làng thuộc tehsil Sagar, huyện Shimoga, bang Karnataka, Ấn Độ.